# Melanitta
Melanitta is een geslacht van vogels uit de familie eenden, ganzen en zwanen (Anatidae). Het geslacht telt 6 soorten.

## Verspreiding
Het zijn allemaal zee-eenden die broeden in het noorden van Europa, Azië en Noord-Amerika, en overwinteren in de zuidelijk gelegen gematigde zones. De dieren bouwen hun nesten op de grond, altijd zeer dicht bij water (zoals de zee, of rivieren en meren). Ze voeden zich voornamelijk met schaal- en weekdieren.

## Soorten
- Melanitta americana – Amerikaanse zee-eend
- Melanitta deglandi – Amerikaanse grote zee-eend
- Melanitta fusca – Grote zee-eend
- Melanitta nigra – Zwarte zee-eend
- Melanitta perspicillata – Brilzee-eend
- Melanitta stejnegeri – Aziatische grote zee-eend